# Tukan pestrý
Tukan pestrý (Ramphastos dicolorus) je velký pták z čeledi tukanovitých. 

## Popis
S délkou 40–50 cm náleží k nejmenším zástupcům rodu Ramphastos. Zobák má dlouhý asi 10 cm. Je převážně černý s rudým břichem, oranžovo-žlutým hrdlem, oranžovými lícemi a světle zeleným zobákem. 

## Výskyt
Žije převážně v atlantských pralesích na území jižní a východní Brazílie, východní Paraguaye a severovýchodní Argentiny.